# Michael Schoenholtz

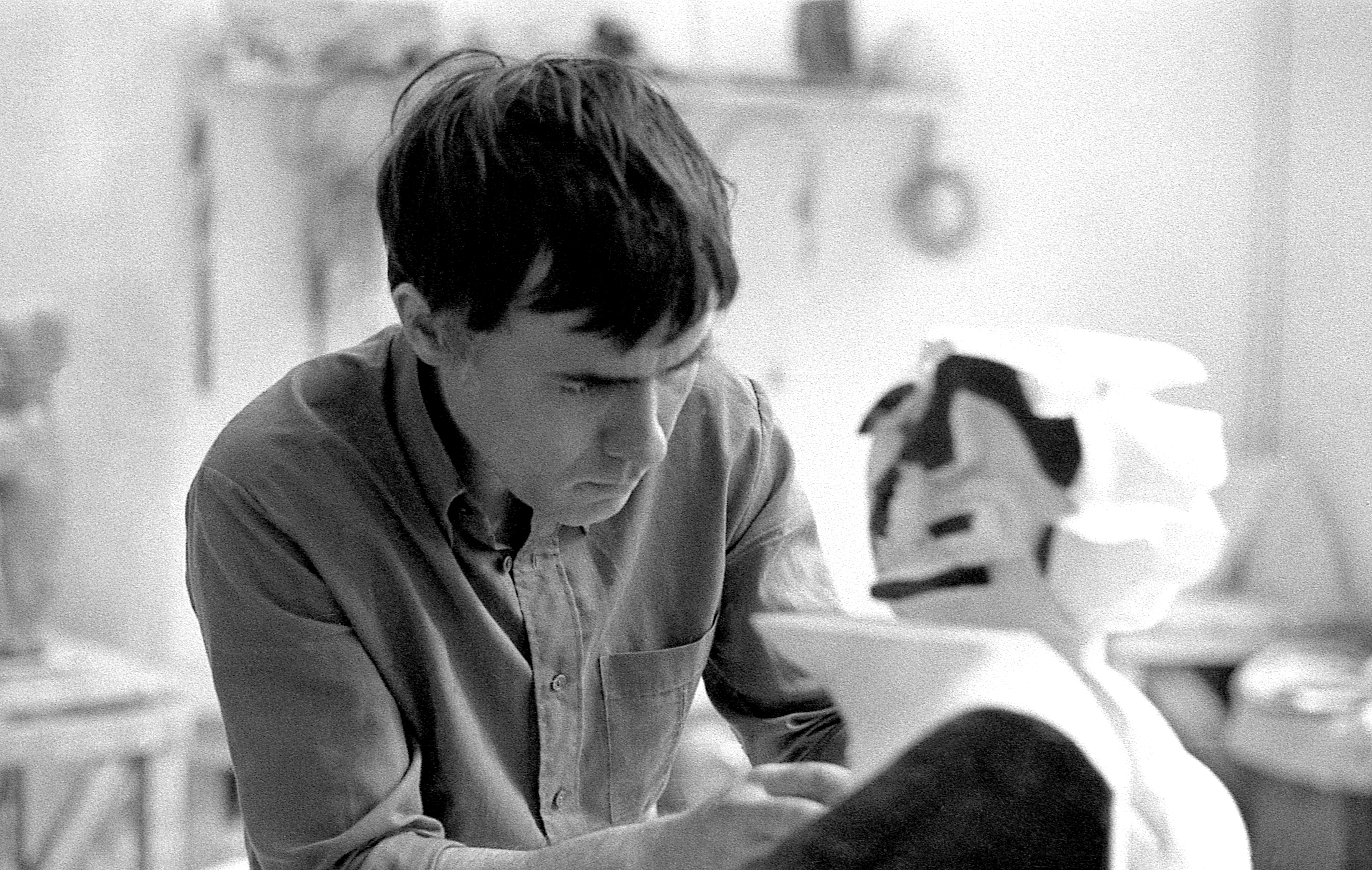
Michael Schoenholtz, 1975

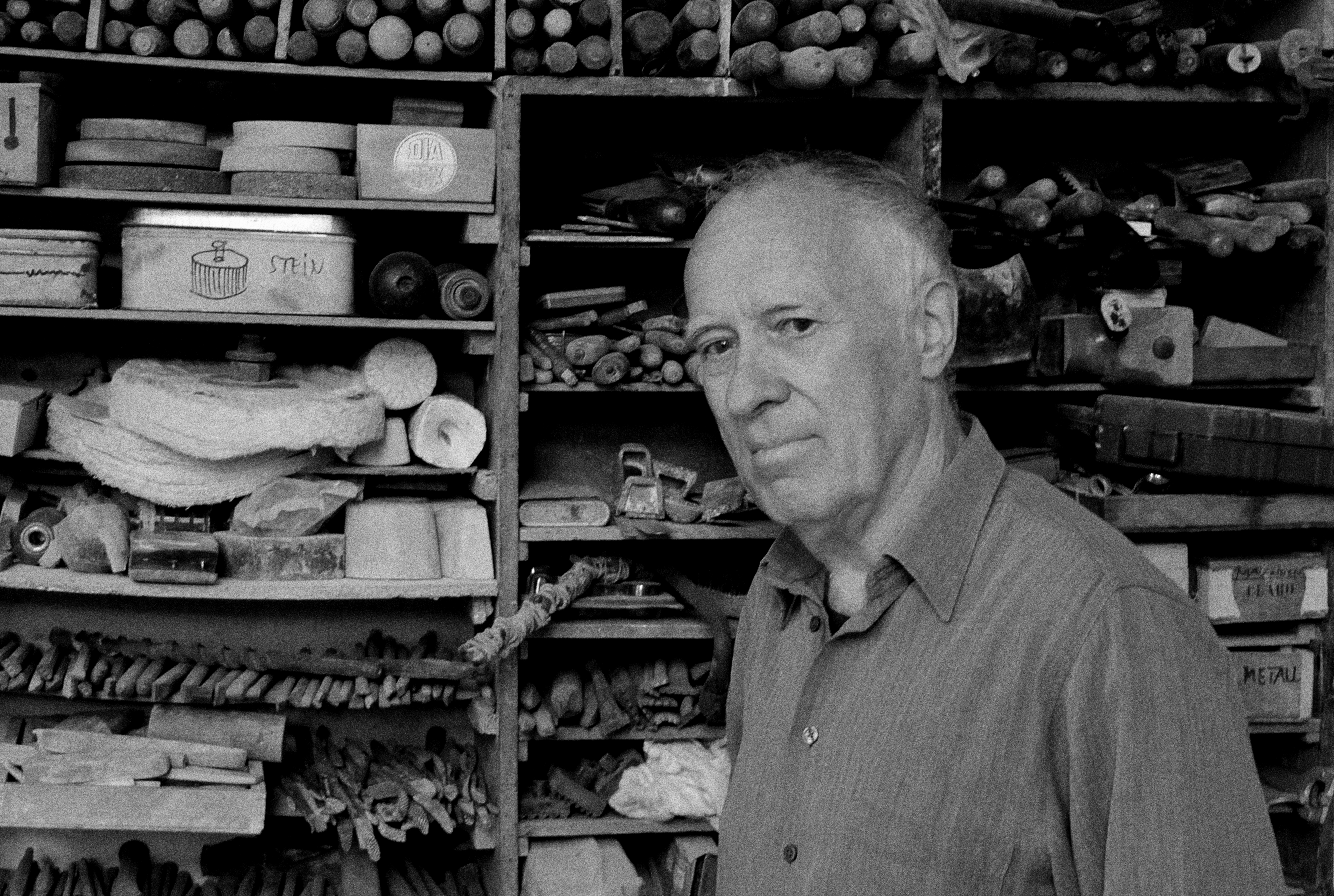
Michael Schoenholtz, 2012

Michael Schoenholtz (* 8. April 1937 in Duisburg; † 30. September 2019 in Berlin) war ein deutscher Bildhauer.

## Leben

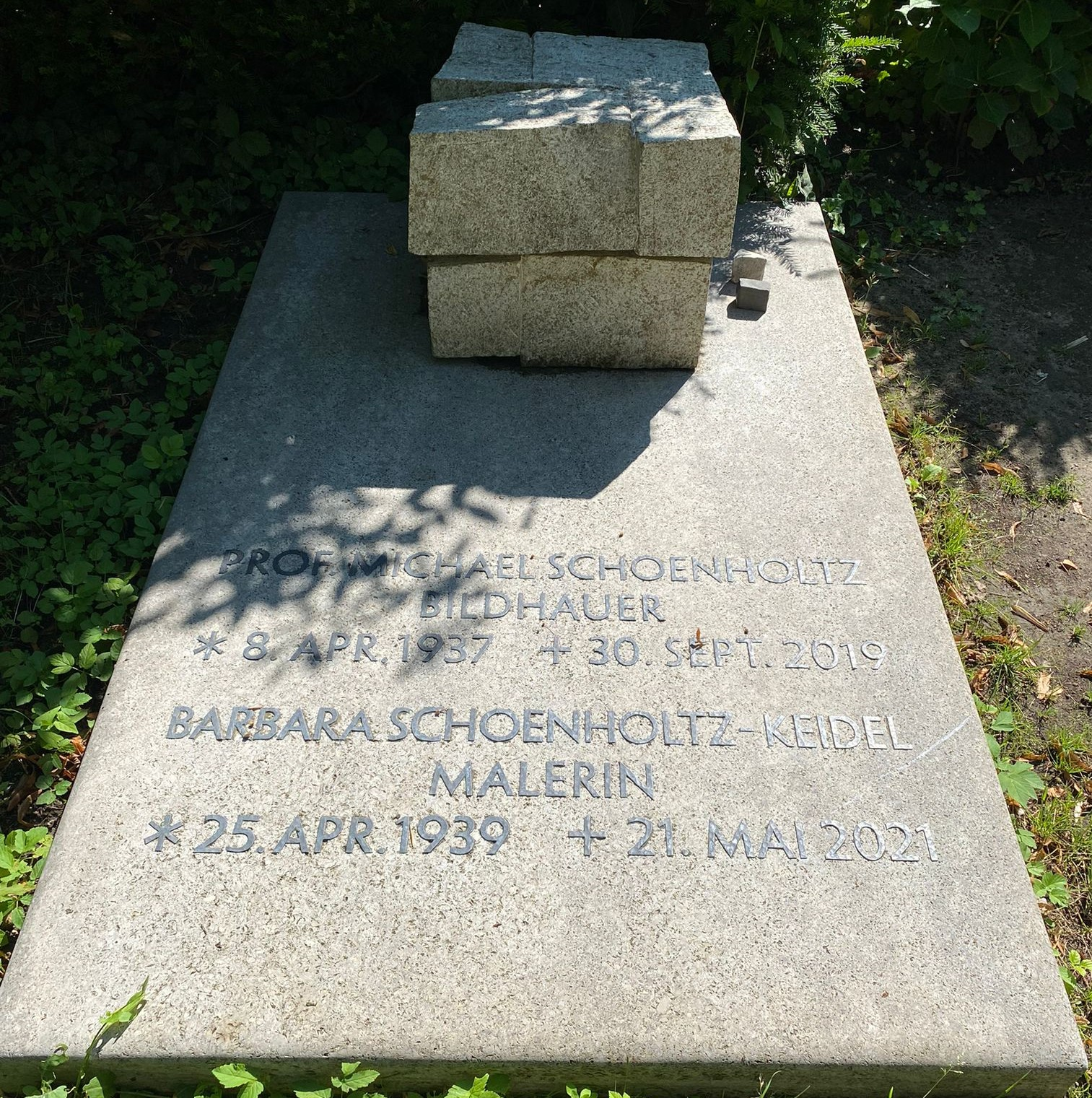
Grabstätte auf dem Friedhof Schöneberg III

Michael Schoenholtz wurde im April 1937 in Duisburg geboren. Seine Mutter war Germanistin, sein Vater Musiker. Sehr früh durchlief er eine musikalische Erziehung. Nach dem Abitur studierte er ab 1956 Germanistik und Kunstgeschichte an der Universität Köln, ab 1957 an der Hochschule der Künste in Berlin, wo er 1962/63 Meisterschüler von Ludwig Gabriel Schrieber war. Seit 1971 lehrte Schoenholtz selbst als Professor an der Hochschule (seit 2001: Universität) der Künste, wo er 1975 die Nachfolge von Schrieber antrat. Seit 1996 war Schoenholtz Mitglied der Akademie der Künste Berlin, von 1997 bis 2003 als Direktor der Sektion Bildende Kunst. 2005 wurde er emeritiert. Sein Archiv vermachte er schon zu Lebzeiten der Akademie der Künste.
Schoenholtz war Mitglied des Deutschen Künstlerbundes, zu dessen Ersten Vorsitzenden er 1998 für zwei Jahre gewählt wurde, und im Verein für Original-Radierung. 
Er lebte und arbeitete in Berlin und war verheiratet mit der Malerin Barbara Keidel; aus der Ehe ging eine Tochter hervor. Er fand seine letzte Ruhe auf dem Künstlerfriedhof in der Stubenrauchstraße, Berlin/Friedenau (Abteilung 4, Grab Nummer 57).

## Werk
Schoenholtz betätigte sich überwiegend als Steinbildhauer, der seine Arbeiten in einfacher reduzierter Formensprache nach großformatigen Kohlevorzeichnungen ausführt. Zu seinen bekanntesten Werken zählen Skulpturen in der von ihm gestalteten Krypta der Frauenkirche Dresden (1999–2005). Unter anderem in Heilbronn, Nordhorn, Soest und vor allem in Berlin sind Skulpturen von Michael Schoenholtz im öffentlichen Raum zu sehen. 1966 nahm er am ersten Bildhauersymposion Hořice in Tschechien teil.

## Preise und Auszeichnungen
- 1963 Kunstpreis junger westen, Recklinghausen
- 1965 Kunstpreis der Jugendplastik Stuttgart und Bochum
- 1968 Burda-Preis für Bildhauerei, München
- 1969 Kunstpreis der Böttcherstraße
- 1970 Villa-Romana-Preis, Florenz
- 1975 Kunstpreis der Stadt Darmstadt
- 1983 Karl Ernst Osthaus-Preis, Hagen
- 1995 2. Preis III. Trobada d'Escultors, Calaf/Barcelona
- 1996 1. Preis Mainzer Kunstpreis "Eisenturm" für Bildhauerzeichnung
- 1998 2. Preis des Kunstpreises der Diözese Rottenburg-Stuttgart
- 2000 Medaille 'Skulptur und Architektur', Internationale Bildhauer-Biennale Poznań, Polen
- 2006 Ehrendiplom der Internationalen Bildhauer-Triennale Poznań, Polen

## Einzelausstellungen (Auswahl)
- 1968 Kunstmuseum Bochum
- 1969 Galerie mladých, Prag
- 1972 Neuer Berliner Kunstverein, Orangerie Schloss Charlottenburg, Berlin; Städtische Kunsthalle, Mannheim
- 1974 Ulmer Museum
- 1977 Mathildenhöhe, Darmstadt; Wilhelm-Lehmbruck-Museum, Duisburg; Märkisches Museum, Witten (mit Barbara Keidel)
- 1982 Städtisches Museum, Schwäbisch Hall
- 1988 Städtische Galerie Nordhorn
- 1989 Sprengel Museum, Hannover; Städtische Museen Heilbronn
- 1990 Goethe-Institut, Stockholm (mit Dieter Appelt)
- 1992 Museum Schloss Morsbroich, Leverkusen
- 1996 Staatliche Kunstsammlungen, Albertinum, Dresden
- 1997 Kunsthalle Dominikanerkirche, Osnabrück
- 2002 Wilhelm-Lehmbruck-Museum, Duisburg
- 2005 Museum für Kunst- und Kulturgeschichte, Lübeck; Von der Heydt-Museum, Wuppertal
- 2008 Schloss Rheinsberg
- 2009 Städtische Museen Heilbronn; Wilhelm-Lehmbruck-Museum, Duisburg; Museum Morsbroich, Leverkusen
- 2010 Georg-Kolbe-Museum, Berlin

## Arbeiten in öffentlichen Sammlungen (Auswahl)
- Berlinische Galerie, Berlin
- Neuer Berliner Kunstverein, Berlin
- Stiftung Preußischer Kulturbesitz, Neue Nationalgalerie, Berlin
- Wilhelm-Lehmbruck-Museum, Duisburg
- Museum Folkwang, Essen
- Sprengel Museum, Hannover
- Städtische Museen, Heilbronn
- Städtische Kunsthalle, Mannheim
- Skulpturenmuseum Glaskasten Marl
- Nationalgalerie Prag
- Open-Air-Museum für Bildhauerkunst Middelheim, Antwerpen, Belgien
- Städtische Kunsthalle, Recklinghausen
- Skulpturenpark Seoul, Korea
- Museum Ulm
- Krypta Frauenkirche Dresden
- Skulpturen zur Erinnerung an das Stadion am Gesundbrunnen, Berlin

## Werkabbildungen (Auswahl)

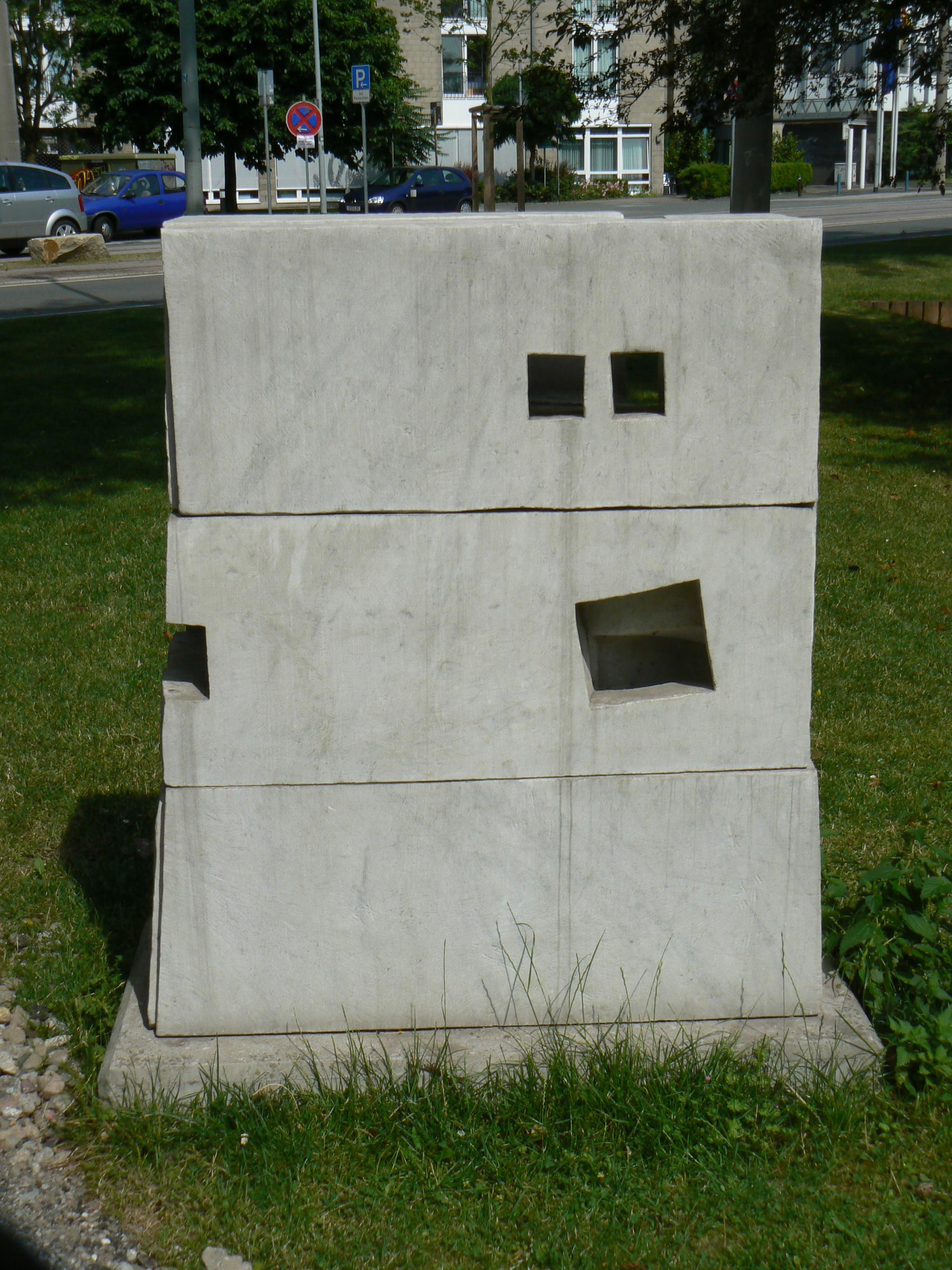
Besuch in Rom IV, Duisburg
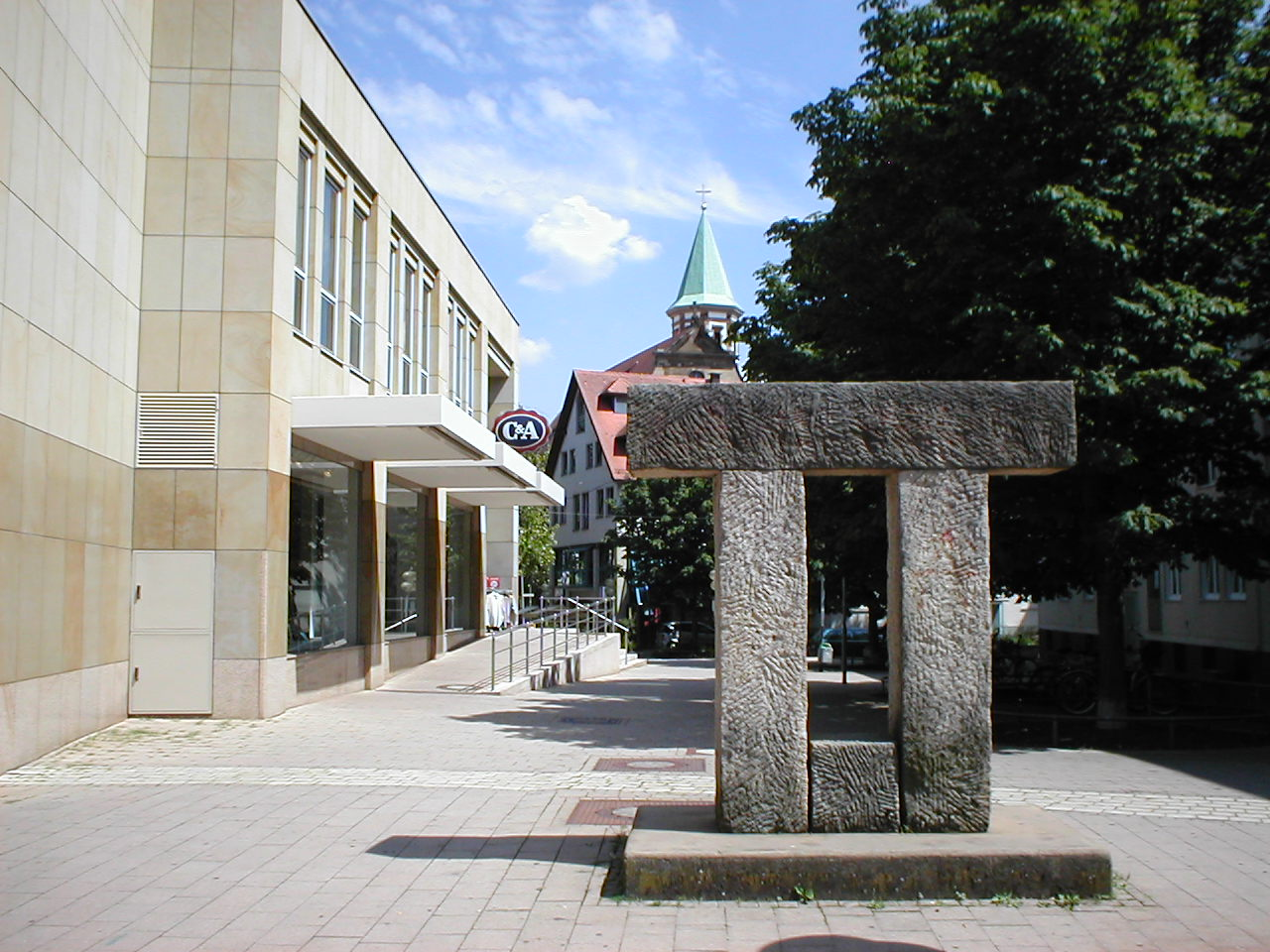
Tor verschlossen, Heilbronn
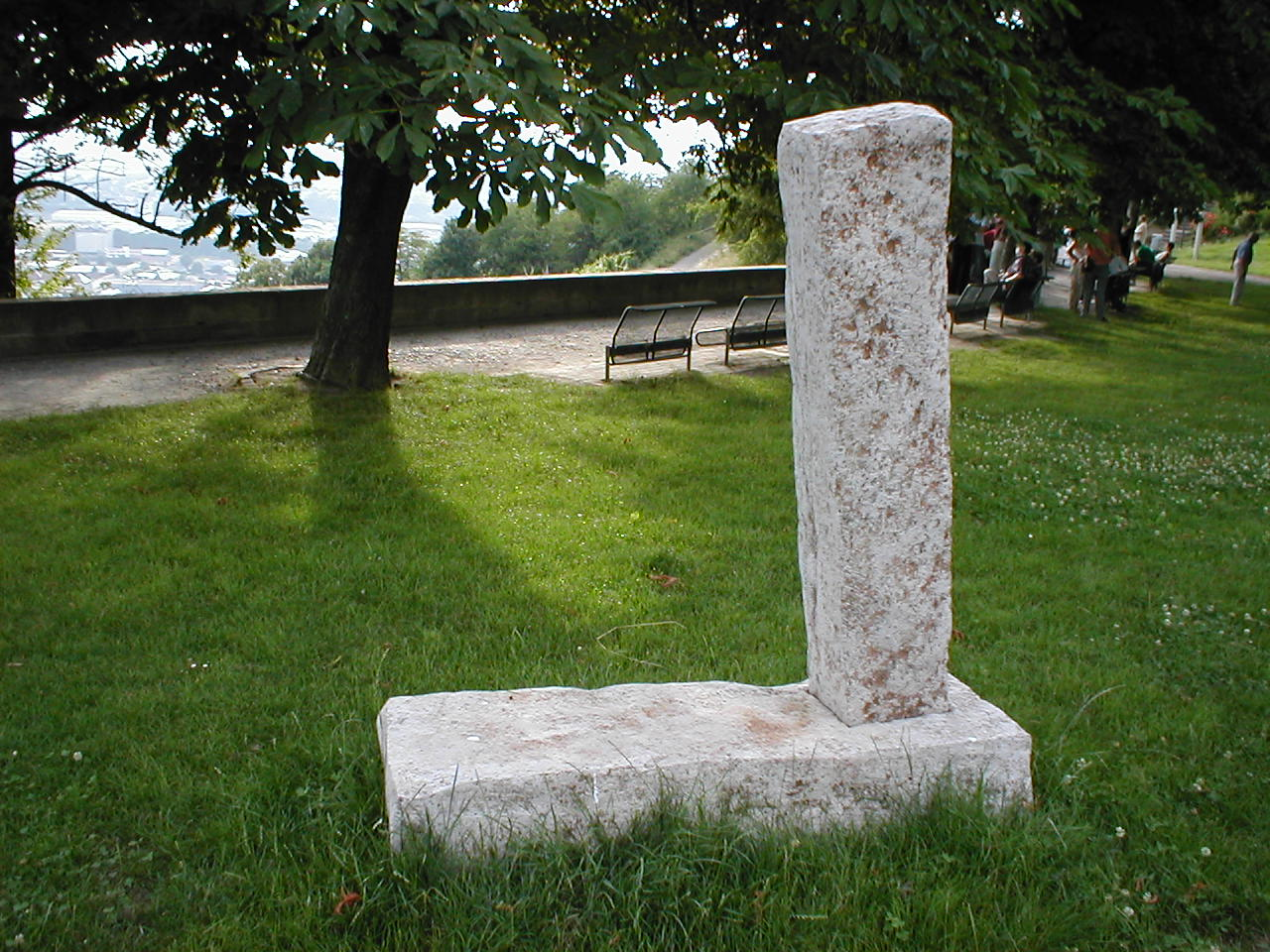
Corpus, Arm, Heilbronn
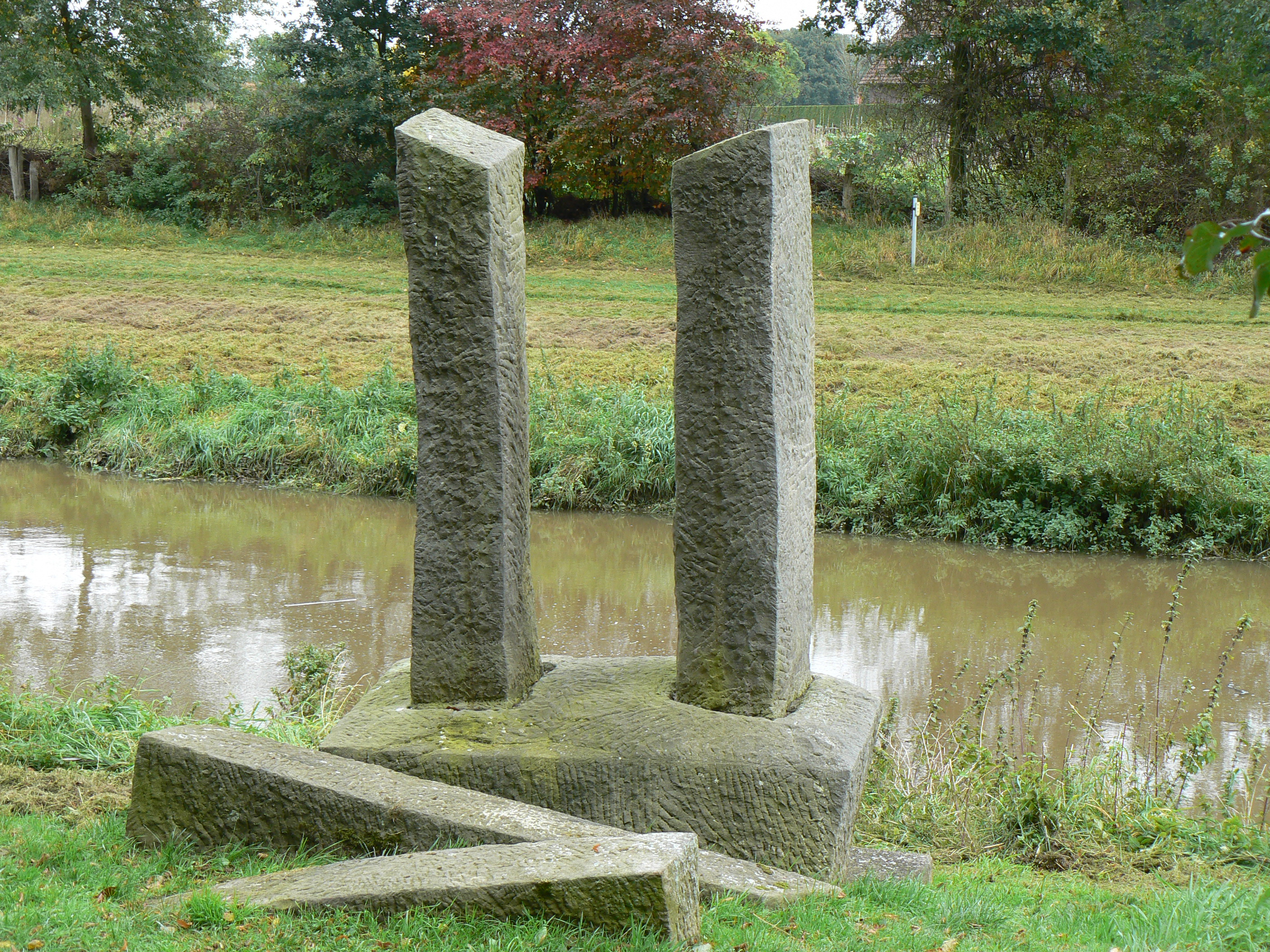
Figur gegen das Ufer, Nordhorn
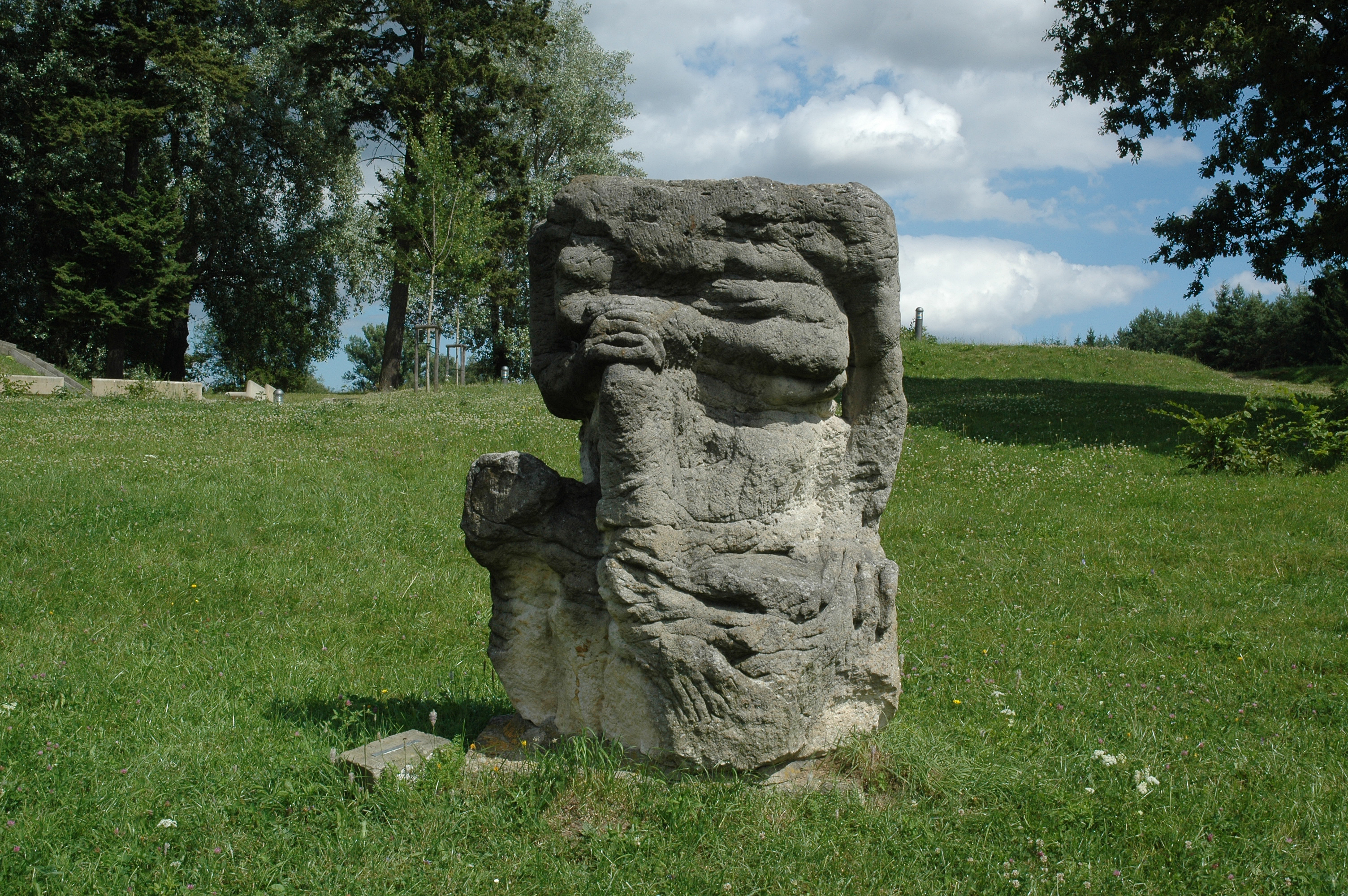
Michael Schoenholtz (Germany) – Lady (1966), Bildhauersymposion Hořice
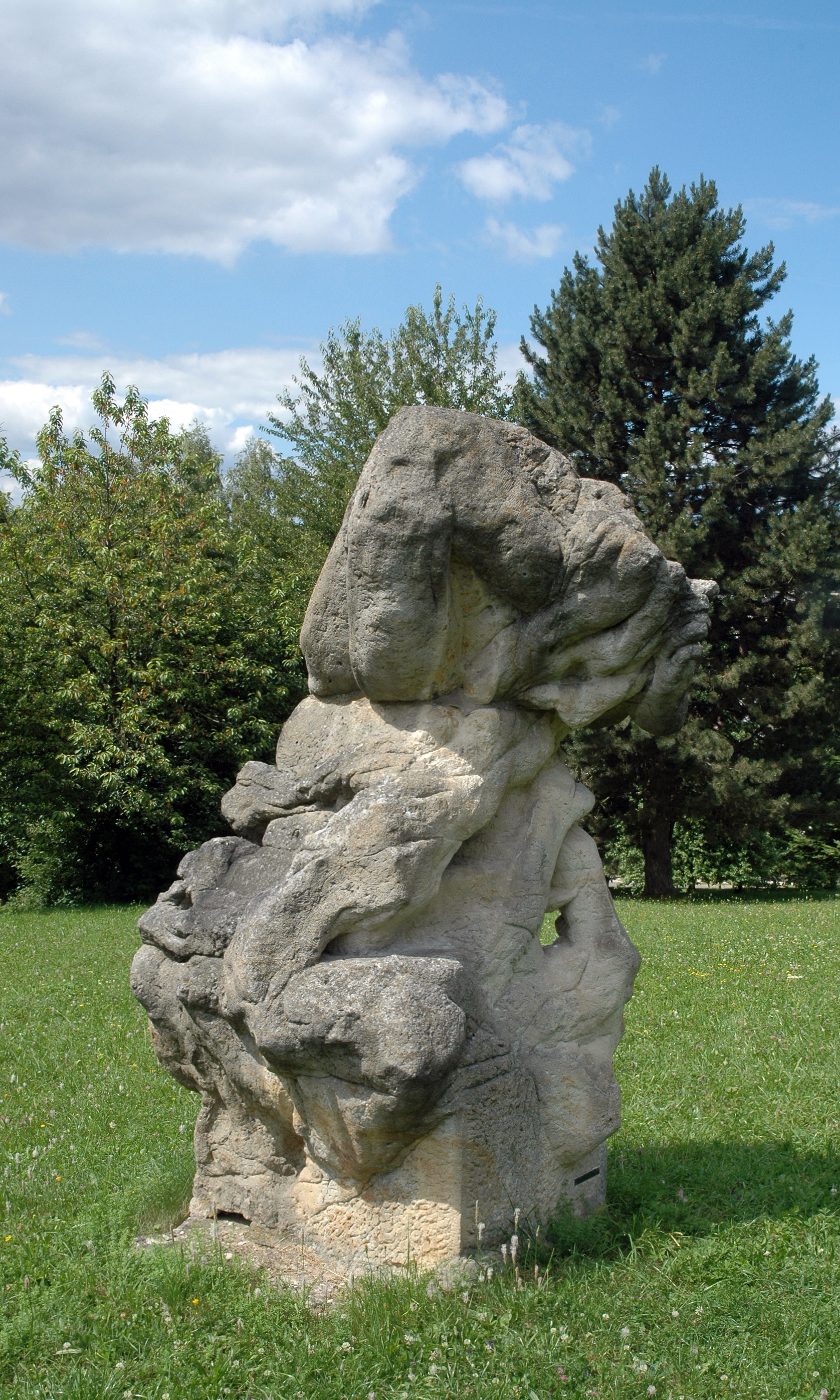
Michael Schoenholtz (Germany) – Lady in Underground (1966), Bildhauersymposion Hořice
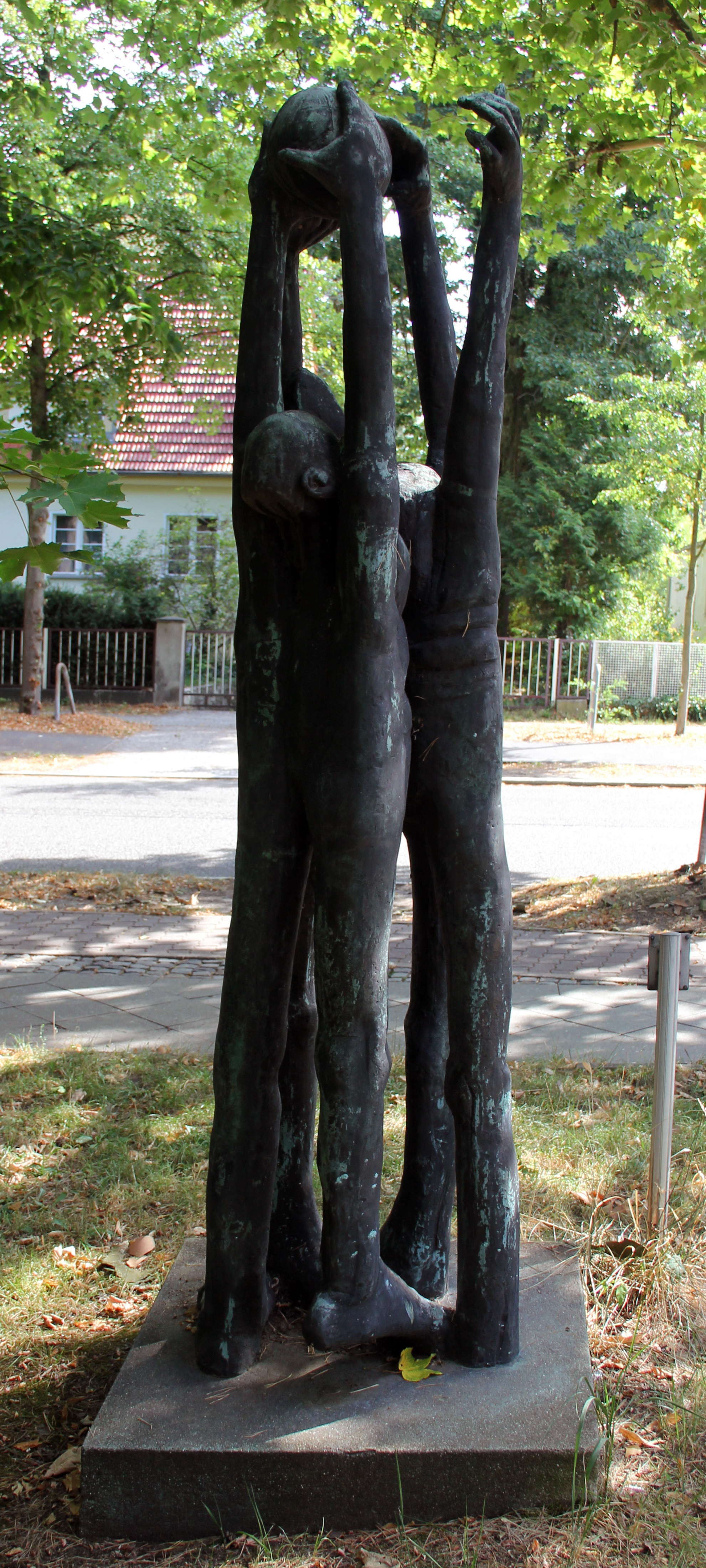
"Ballspieler", 1968 Berlin-Zehlendorf
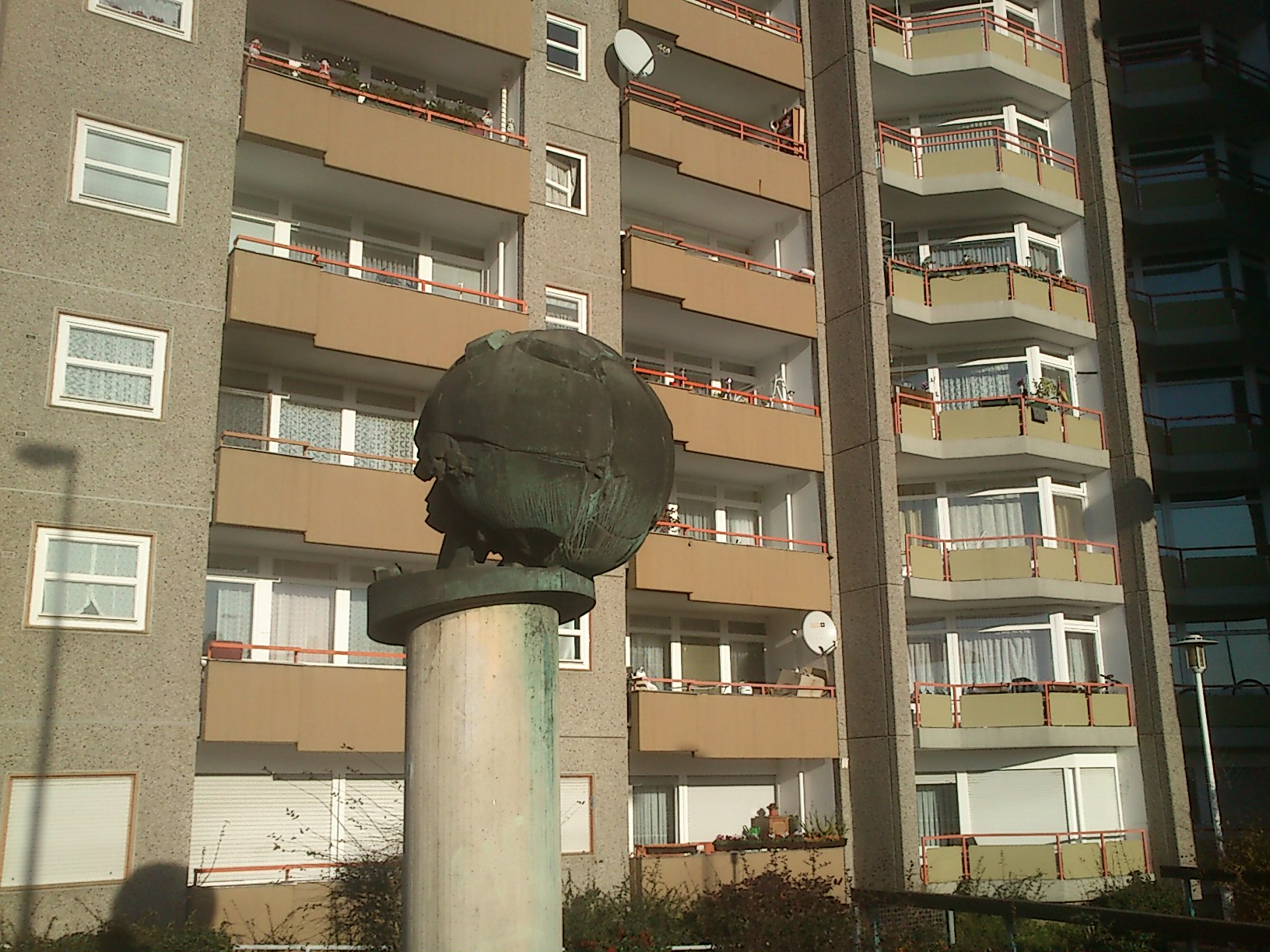
Skulptur Fußball zum Gedenken an das Stadion am Gesundbrunnen, Berlin
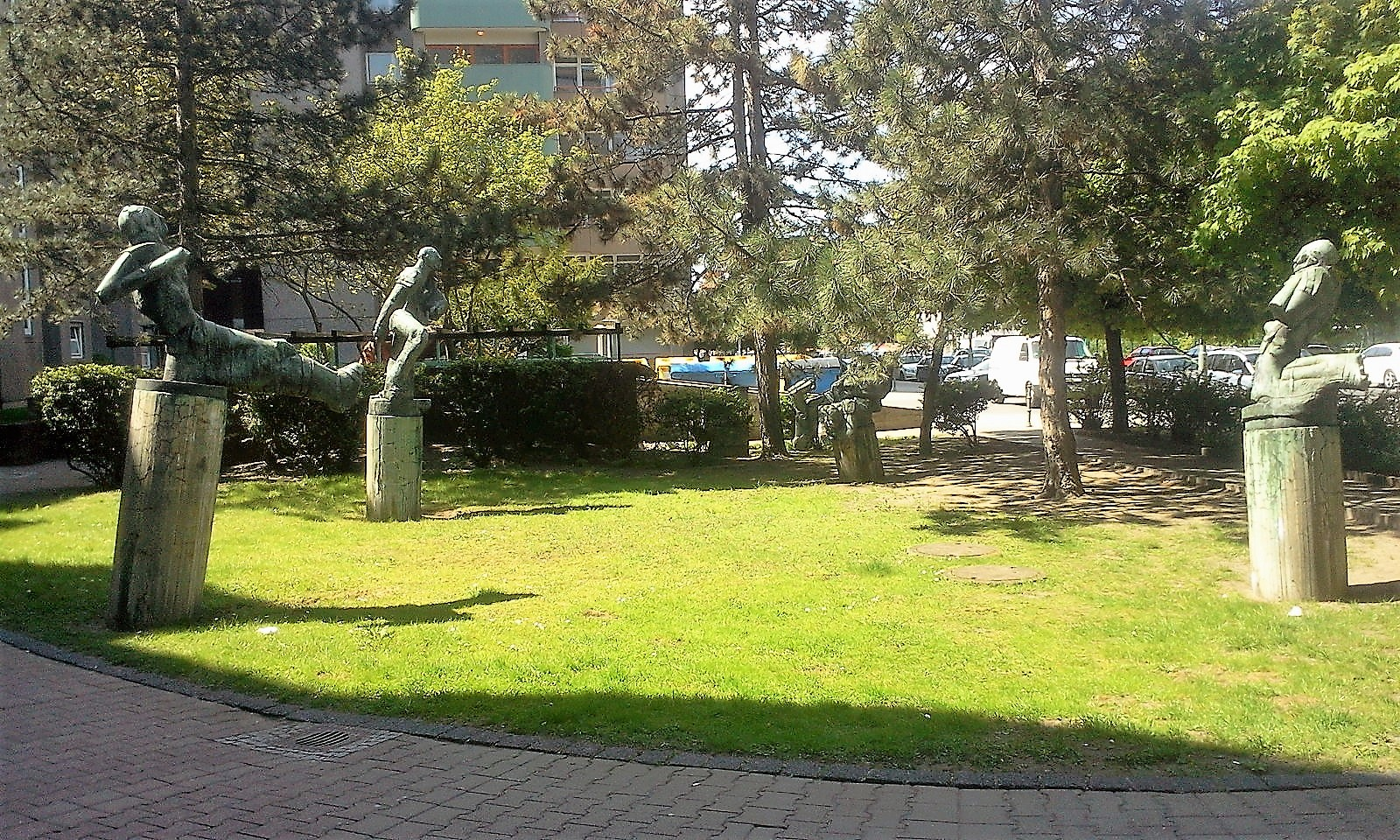
Fußballspieler, 1978 Berlin-Gesundbrunnen
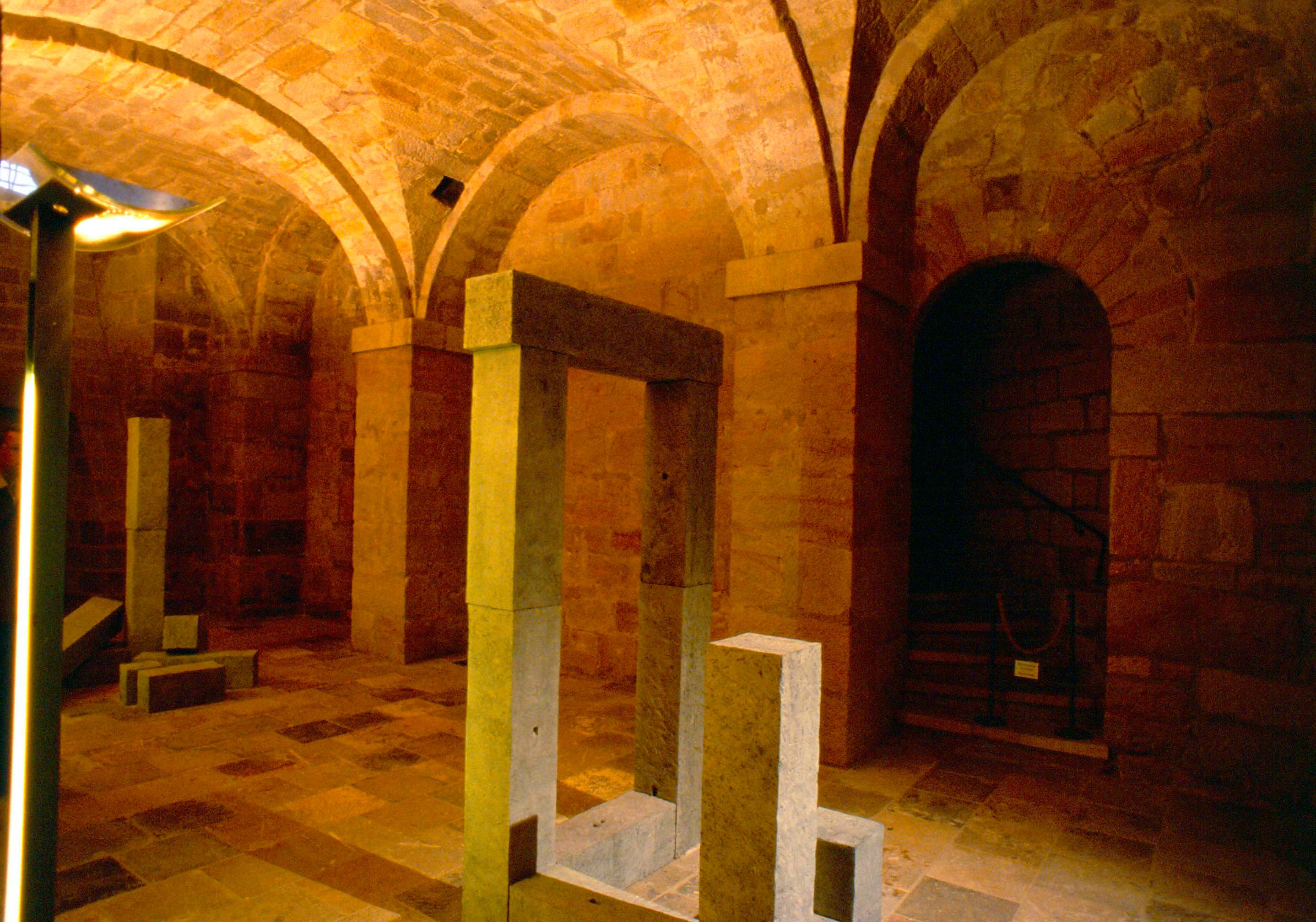
Schoenholtz-Skulpturen in der Frauenkirche Dresden

## Bildbände
- Edition Galarie Wolf (Hrsg.): KALTNADELRADIERUNGEN. 2003.
- Museum für Kunst und Kulturgeschichte der Hansestadt Lübeck, Kunstverein Augsburg und von der Heydt-Museum Wuppertal (Hrsg.): Michael Schoenholtz – Körperbaukörper. 2005. ISBN 3-00-015465-5.